# Parti du progrès démocratique
Pour les articles homonymes, voir Parti du progrès.
Le Parti du progrès démocratique RS (Партија демократског прогреса PC) est un parti politique serbe de Bosnie-Herzégovine. Il est membre observateur du Parti populaire européen et de l'Union démocratique internationale.